# Distretto di Wancheng
Il distretto di Wancheng (宛城区S, Wǎnchéng QūP) è un distretto della Cina, situato nella provincia di Henan e amministrato dalla prefettura di Nanyang.